# دانيا راميريز
دانيا راميريز (بالإسبانية: Dania Ramírez) ممثلة دومنيكية-أمريكية من مواليد 8 نوفمبر 1979.

## مواقع خارجية
- دانيا راميريز على موقع IMDb (الإنجليزية)
- دانيا راميريز على موقع روتن توميتوز (الإنجليزية)
- دانيا راميريز على موقع ألو سيني (الفرنسية)
- دانيا راميريز على موقع أول موفي (الإنجليزية)
- دانيا راميريز على موقع قاعدة بيانات الأفلام السويدية (السويدية)
- دانيا راميريز على موقع إن إن دي بي (الإنجليزية)
- دانيا راميريز على موقع قاعدة بيانات الفيلم (الإنجليزية)
- دانيا راميريز على موقع كينوبويسك (الروسية)